# Sara Ristovska
Sara Ristovska (mazedonisch Сара Ристовска, * 9. September 1996 in Skopje, Republik Mazedonien) ist eine nordmazedonische Handballspielerin.

## Vereinskarriere
Ristovska, die auf der Spielposition Rechtsaußen eingesetzt wird, spielte in Skopje bei ŽRK Metalurg, von wo sie im Jahr 2015 zu ŽRK Vardar SCBT wechselte, für das sie drei Jahre auflief. Im Jahr 2018 wechselte Ristovska nach Slowenien zu Rokometni Klub Krim, mit dem sie 2019 das nationale Double gewann. Ab dem Jahr 2019 stand Ristovska in Russland bei PGK ZSKA Moskau unter Vertrag, mit dem sie 2021, 2023 und 2024 die Meisterschaft, 2022, 2023 und 2024 den Pokal sowie, zum Saisonbeginn 2022/23, den russischen Supercup gewann. Im Sommer 2024 wechselte sie zum rumänischen Erstligisten Rapid Bukarest.
Mit den Teams aus Vardar, Ljubljana und Moskau nahm sie an europäischen Vereinswettbewerben teil.

## Auswahlmannschaften
Ristovska spielte in den Nachwuchsauswahlen Nordmazedoniens, so bei der U-19-Europameisterschaft 2015.
Für die nordmazedonische Nationalmannschaft lief sie in der Europameisterschaftsqualifikation 2016, der Qualifikationsrunde zur Europameisterschaft 2018 und bei der der Europameisterschaft 2022 auf.